# Sankt Lorenz
Sankt Lorenz est une commune autrichienne du district de Vöcklabruck en Haute-Autriche.

## Géographie
Localités de Sankt Lorenz :
- Keuschen
- Scharfling
- St. Lorenz